# Olha Petljura

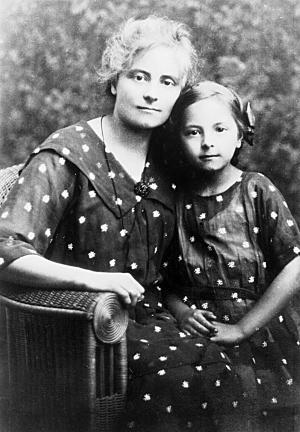
Olha Petljura und ihre Tochter Lessja

Olha Opanassiwna Petljura (ukrainisch Ольга Опанасівна Петлюра, * 24. Juli 1884 in Pryluky, Gouvernement Poltawa, Russisches Kaiserreich; † 23. November 1959 in Paris, Frankreich) war eine ukrainische Lehrerin.

## Biografie
Sie schloss in Pryluky das Gymnasium mit Auszeichnung ab, wurde Lehrerin für Grundschulklassen und arbeitete an einem Privatgymnasium. Sie trat der Revolutionären Ukrainischen Partei bei, wo sie Symon Petljura kennenlernte. 1910 begannen sie eine Beziehung und zogen nach Sankt Petersburg und später nach Moskau, wo sie an einer Universität studierte und als Nachhilfelehrerin, Stickerin und in der Redaktion der Zeitschrift Ukraynskaja Schysn (Ukrainisches Leben) arbeitete. Am 31. Januar 1915 heiratete sie Symon.
1917 zog die Familie nach Kiew. Olha half bei der Versorgung von Verwundeten in Krankenhäusern und beteiligte sich an Aktivitäten von Frauenvereinen. Als Symon am 27. Juli 1918 verhaftet wurde, mussten sich Olha und ihre Tochter Lessja bis zum 11. November 1918 unter unterschiedlichen Pässen an unterschiedlichen Adressen verstecken.
Ende November 1919 reisten Olha und Lessja nach Prag, wo die diplomatische Mission der UNR stationiert war. 1922 wurde die Familie in Warschau wiedervereint. 1925 zogen sie nach Paris. Sie nahm am Leben der ukrainischen Gemeinschaft teil und leistete finanzielle Unterstützung für Soldaten der UNR-Armee im Exil. Symon wurde 1926 erschossen. Nach dem Zweiten Weltkrieg hielt sie Kontakt zu ukrainischen Flüchtlingen und Vertriebenen in Europa und half bei deren Auswanderung. Olha sammelte und bewahrte eine Sammlung von Andenken im Zusammenhang mit dem Leben Symons auf. Außerdem sammelte sie ein Werk aus etwa 300 Briefen, die zwischen 1921 und ca. 1953 verfasst wurden und die Aktivitäten der führenden Persönlichkeiten der UNR-Emigration in Europa und Kanada hervorhoben. Sie starb 1959 und wurde im Familiengrab auf dem Cimetière du Montparnasse beigesetzt.